# Kolumbianische Postgeschichte

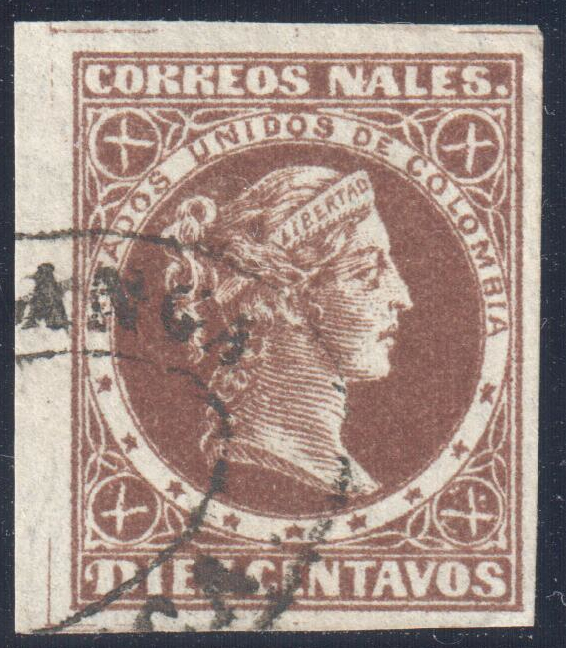
Briefmarke der Vereinigten Staaten von Kolumbien aus dem Jahr 1877

Dieser Artikel befasst sich ausschließlich mit der postalischen Geschichte von Kolumbien. Auf historische oder politische Ereignisse wird, soweit nicht notwendig, nicht eingegangen. Die Geschichte des Landes findet man unter Kolumbien.

## Kolumbianische Staatspost
Zur Zeit der ersten Markenausgaben 1859 war Kolumbien ein loser Verband von neun weitgehend unabhängigen Teilstaaten unter dem Namen Granada-Konföderation, was auf den ersten Marken auch durch ein Confed. Granadina Estados Unidos de Nueva Granada als Inschrift zum Ausdruck kommt. Von 1861 bis 1885 war der Landesname Vereinigte Staaten von Kolumbien. Einige der Teilstaaten gaben in der Folgezeit eigene Marken heraus, dazu gehören Antioquia, Bolivar, Boyacá, Cundinamarca, Santander und Tolima. Auch Panama war bis zu seiner Unabhängigkeit 1903 Teilstaat Kolumbiens und gab ab 1878 eigene Briefmarken heraus, im Auslandsverkehr mussten jedoch die Marken Kolumbiens verwendet werden.

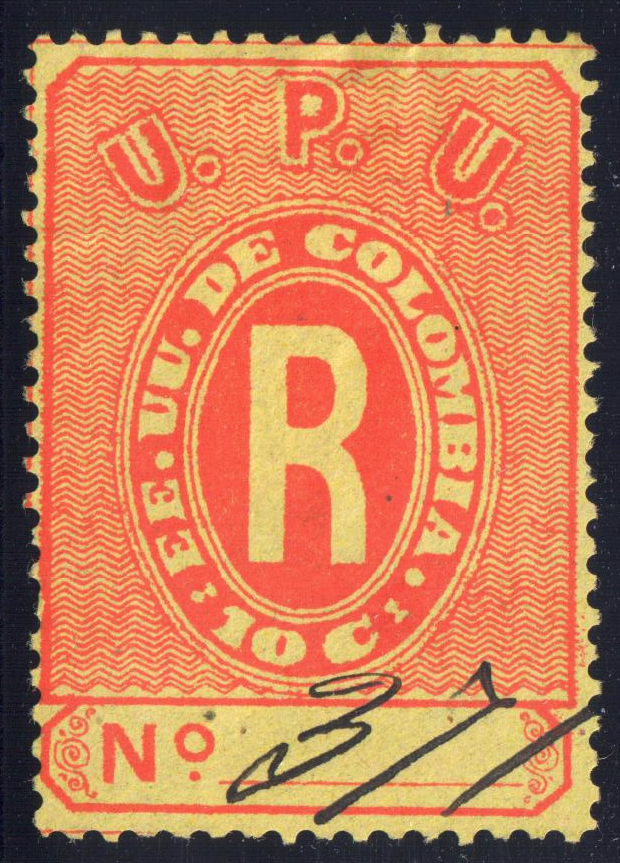
Einschreibemarken wurden in Kolumbien gleichzeitig zur Kennzeichnung eines Einschreibens und zur Freimachung verwendet

Eine Besonderheit der kolumbianischen Post war die Verwendung großformatiger Wertbrief-Versicherungsmarken (Cubiertas) von 1865 bis 1909. Diese etwa 13 × 6,5 cm messenden Postwertzeichen wurden bei Auslieferung eines Wertbriefes mit der Angabe des Versicherungswertes versehen und auf die Verschlussklappe des Briefes geklebt, um ihn so zu versiegeln.
Auf kolumbianischen Gebiet waren mehrere britische Konsulatspostämter tätig.
Während des Bürgerkrieges von 1899 bis 1902 hat es verschiedene Lokalausgaben gegeben. Um zu verhindern, dass von Aufständischen erbeutete Markenvorräte verwendet werden konnten, ließ die Staatspost ihre Markenbestände mit Sternen, Wellenlinien und lokal auch mit Einschreibestempeln (Cartagena) überdrucken. Auch Aufständische produzierten eigene Ausgaben für Gebiete unter ihrer Kontrolle. Von 1900 bis 1902 hielten Aufständische die Stadt Cúcuta besetzt und organisierten einen Postdienst. Hierfür wurden zwei lokal hergestellte Briefmarken-Serien zu 1, 2, 5, 10 und 20 Centavos herausgegeben. Die erste Serie trägt die Inschrift Gobierno Provisorio Correos, für die zweite Serie wurde die Inschrift in Gobierno Provisional Correos (beides bedeutet Post der Provisorischen Regierung) verwendet.
Während und unmittelbar nach dem Bürgerkrieg war der Postdienst nicht in der Lage, die Versorgung mit Briefmarken für abgelegenere Orte aufrechtzuerhalten. Aus dieser Zeit stammen viele Notausgaben, die von lokalen Postbediensteten hergestellt wurden. Diese bestanden meist nur aus einer Wertangabe und dem Namen des zuständigen Postbeamten, in einigen Fällen wurde der Wert auch handschriftlich eingetragen.
In den letzten Jahrzehnten gehörte Kolumbien zu den Staaten, die eine eigenständige Markengrafik pflegen. Es gilt, auch aufgrund der vielen Ausgaben, als eher teures Sammelgebiet.
Die Post war bis 2006 staatlich, aber wirtschaftlich wenig erfolgreich, und ist seitdem privatisiert. Das Postwesen hieß AdPostal und wurde nach der Privatisierung in 472 (vom 4° N, 72° W) umbenannt.
Postleitzahlen wurden in Kolumbien 2009 per Gesetz eingeführt (Ley 1369 de 2009) und müssen seit dem 31. August 2013 von öffentlichen Stellen verwendet werden.

## Ausgaben der Departamento-Posten
Die folgenden Teilstaaten der Granada-Konföderation (und ab 1885 Departamentos Kolumbiens) gaben eigene Briefmarken für den Inlandverkehr heraus, die bis Juli 1906 in Gebrauch waren. Für Sendungen in andere Departamentos oder ins Ausland waren Briefmarken der Staatspost zu benutzen.

### Antioquia

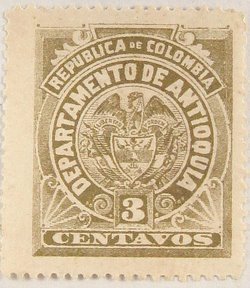
Briefmarke Antioquias aus dem Jahre 1902

Antioquia gab von 1868 bis 1904 eigene Briefmarken heraus.

### Bolivar

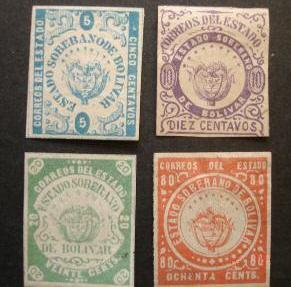
Briefmarken Bolivars

Der Teilstaat Bolivar begann 1863 mit der Ausgabe eigener Briefmarken. Die drei ersten Marken gehören zu den weltweit kleinsten Briefmarken. Auf den meisten Briefmarken des Departamentos ist der Nationalheld Simón Bolívar porträtiert.

### Boyacá

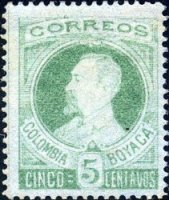
Briefmarke von Boyacá aus dem Jahr 1902

Obwohl Boyacá wie die anderen Teilstaaten/Departamentos bereits in den 1860er Jahren das Recht zur Ausgabe von Briefmarken erhielt, erschien die erste Ausgabe erst 1899.

### Cundinamarca

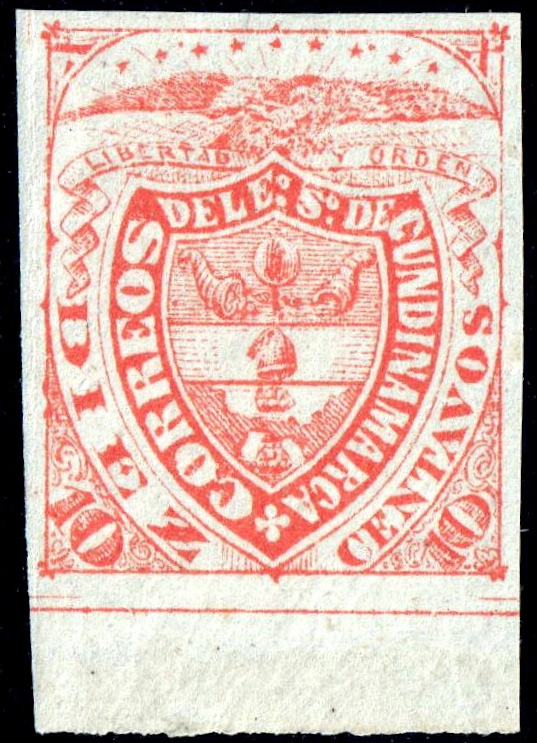
Briefmarke von Cundinamarca

Teilstaat, später Departamento, mit eigener Post von 1870 bis 1906. Cundinamarca gab wie die Staatspost einige großformatige Wertbrief-Versicherungsmarken heraus, deren Wertangabe die Versicherungsgebühr darstellte.

### Santander

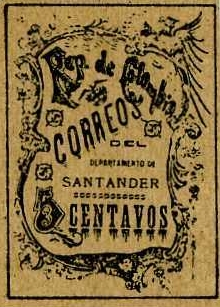
Briefmarke Santanders

Eigene Briefmarkenausgaben existierten von 1884 bis 1903. Santander gab wie die kolumbianische Staatspost Cubiertas aus. Von 1904 bis 1906 gab die Post des Departamentos spezielle Briefmarken für die im Osten gelegene Provinz Cúcuta (heute Departamento Norte de Santander) heraus.

### Tolima

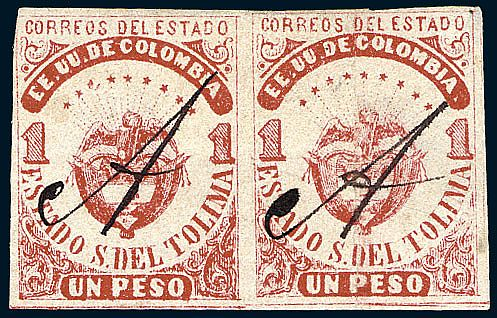
Paar handschriftlich entwerteter Marken aus Tolima von 1871

Teilstaat, später Departamento, mit eigener Post von 1870 bis 1906. Tolima gab eigene Briefmarken mit dem Wappen Tolimas und der Abbildung eines Condors sowie (wie die Staatspost) großformatige Cubiertas heraus, deren Wertangabe die Versicherungsgebühr für einen Wertbrief darstellte.

## Private Postdienste
Von 1920 bis 1932 bestand ein Luftpostnetz der deutsch-kolumbianischen Luftverkehrsgesellschaft SCADTA, dessen Linien von Barranquilla nach Girardot, bzw. nach Buenaventura führte und damit mehrtägige Transporte auf Flussschiffen verkürzten. Der Luftpostzuschlag für Sendungen wurde mit speziellen Marken erhoben, die auch von Agenturen und kolumbianischen Konsulaten im Ausland verkauft wurden. Diese Ausgaben tragen als Aufdruck Kennbuchstaben, anhand derer man das jeweilige Land, in dem die Marken verkauft wurden, erkennen kann (z. B. A=Deutschland, H=Niederlande).
Es gab sehr viele private Postanstalten in Kolumbien, inklusive der Luftpostgesellschaften (CCNA, SCADTA, LANSA, Avianca). Die Literatur vermerkt bisher insgesamt 64 private Postanstalten, die offenbar teilweise bis in die 1960er Jahre und später aktiv waren.